# Franc Gombač (agronom)
Franc Gombač, slovenski agronom in strokovni pisatelj, * 9. februar 1872, Greta pri  Trstu, † 20. november 1938, Barkovlje.

## Življenje in delo
Rodil se je v družini posestnika Jožefa Gombača v tržaškem predmestju Greta. Obiskoval je nižjo gimnazijo v Trstu (1883–87), slovensko kmetijsko šolo v Gorici (1887–89) ter nadaljeval študij na Višji vinarsko-sadjarki šoli v Klosterneuburgu (1889–91) in na Visoki kmetijski šoli na Dunaju (1891–93), kjer je bil tudi aktiven član akademskega društva Slovenija. Po končanem študiju je pri kranjskem deželnem odboru (1894–1908) v Ljubljani služboval kot potujoči sadjarski, vinogradniški in vinarski učitelj, nato pa pri kranjski deželni vladi kot višji nadzornik za kletarstvo. Pri svojem delu se je zavzemal za moderno vinogradništvo, zlasti pa za obnovo po trtni uši uničenih vinogradov, za izboljšanje kletarstva in napredek vinske trgovine.
V obdobju 1894–1938 je bil dopisnik pri celi vrsti slovenskih časnikov in strokovnih časopisov (Dolenjske novice, Gospodarski list, Jutro, Slovenec, Kmetijski list, Trgovski list in drugih) pa tudi nemških (Allgemeine Wienzeitung, Neue Wienzeitung) in drugih. Sodeloval je še pri raznih publikacijah kot npr.: Gospodarski nauki (Celovec, 1905), Kmetijski koledar in Veliki koledar Kmetijske matice (Ljubljana, 1931–35), Čitanka za strokovno obrtno-nadaljevalne šole (Ljubljana, 1925), samostojno pa je objavil: Najcenejša in najhitrejša obnovitev opustošenih vinogradov (Ljubljana, 1896), Naše vinogradništvo (Ljubljana, 1897) Umno kletarstvo (COBISS) in Gnojenje vinogradov (COBISS). Njegova bibliografija obsega 8 zapisov. 